# Ciudad de cúpulas
Ciudad de cúpulas fue una serie documental sobre los diferentes estilos arquitectónicos de la ciudad que contó con la ayuda de historiadores y arquitectos. Debutó el día Miércoles 13 de octubre de 2021 por la cadena Canal (á) de Argentina. Se emitió los días miércoles de 14:00 hs a 14:30 hs y fue conducido por Aníbal Pachano.

## Mecanismo del programa
El objetivo de Ciudad de cúpulas, es descubrir las cúpulas, mostrarlas, desentrañarlas, reconocer los diferentes estilos y descubrir las historias detrás de las cúpulas y de los edificios que las sostienen.
En esta oportunidad y en una faceta poco conocida, Aníbal Pachano entrevista a especialistas y arquitectos del país mientras recorre las cúpulas más bellas e imponentes de la Ciudad de Buenos Aires. Algunas de las cúpulas serán las del Congreso de la Nación, Palacio Barolo, Confitería del Molino, Edificio Bencich, Basílica Santa Rosa de Lima, Torres Saint, Edificio La Inmobiliaria, Palacio Raggio, Cúpula Arnoldo Albertolli (en Palermo), Mirador Massue, entre muchos otros.
Sucintamente, cada programa entrevistará a arquitectos, historiadores, ingenieros, conservadores y/o guardianes para que nos cuenten la historia, arquitectura, secretos y episodios que hayan transcurrido de las cúpulas en cuestión y de los edificios a los cuales pertenecen.

## Audiencia
| #1  | Miércoles | 13 de octubre de 2021   |  |  |  |  |
| #2  | Miércoles | 20 de octubre de 2021   |  |  |  |  |
| #3  | Miércoles | 27 de octubre de 2021   |  |  |  |  |
| #4  | Miércoles | 3 de noviembre de 2021  |  |  |  |  |
| #5  | Miércoles | 10 de noviembre de 2021 |  |  |  |  |
| #6  | Miércoles | 17 de noviembre de 2021 |  |  |  |  |
| #7  | Miércoles | 24 de noviembre de 2021 |  |  |  |  |
| #8  | Miércoles | 1 de diciembre de 2021  |  |  |  |  |
| #9  | Miércoles | 8 de diciembre de 2021  |  |  |  |  |
| #10 | Miércoles | 15 de diciembre de 2021 |  |  |  |  |
| #11 | Miércoles | 22 de diciembre de 2021 |  |  |  |  |
| #12 | Miércoles | 29 de diciembre de 2021 |  |  |  |  |
| #13 | Miércoles | 5 de enero de 2022      |  |  |  |  |
| #14 | Miércoles | 12 de enero de 2022     |  |  |  |  |
| #15 | Miércoles | 19 de enero de 2022     |  |  |  |  |
| #16 | Miércoles | 26 de enero de 2022     |  |  |  |  |
| #17 | Miércoles | 2 de febrero de 2022    |  |  |  |  |
| #18 | Miércoles | 9 de febrero de 2022    |  |  |  |  |